# 岩岡徹
岩岡 徹（いわおか とおる、1987年6月6日 - ）は、日本の歌手、ダンサー、俳優。千葉県千葉市出身。
5人組アーティスト「Da-iCE」のパフォーマー、俳優。エイベックス・マネジメント所属。

## 経歴
- 俳優活動も積極的に取り組んでおり、舞台「ちるらん 新撰組鎮魂歌」では主演を務め、Da-iCE Official YouTube Channelではショートムービーを公開。
- 自身の知識を活かした新商品のプロデュースも行い、2018年にヘア&ボデミスト・ハンド＆ネイルクリームの「Diario（ディアリオ）」、2019年は飲む日焼け止めサプリ「Sol White」を発売。2021年には、ブランドを全面リニューアルし「GRANDiario（グランディアリオ）」として新たに発売。
- メンバー内で唯一の社会人経験者で、近年ではクイズ番組への出演も多数果たしている。
- MBS/TBSドラマイズム「サレタガワのブルー」にて地上波連続ドラマ初出演を果たす。不倫を "シタガワ”・森和正（もりかずまさ） 役を演じる。
- 2021年6月、OPENREC.tvにて自身のオンラインコミュニティ「岩岡徹チャンネル」を開設。
- 2023年1月、自身がディレクターを務めるライフスタイルブランド「COMFY[1]」を始動。

## 人物
- Da-iCEのパフォーマー。Da-iCEのLIVE演出を担当することもある。
- 父親は医師で[2]、現在は適々斎の鎗田病院　糖尿病・内分泌内科科長を務めている[3]。
- 法政大学国際文化学部卒業[4]。
- メンバー内で唯一の社会人経験者であり、高学歴であるため、近年ではクイズ番組への出演も多数果たしている。
- 自身の私服のテイストは、「いたってシンプルだと思います。」と語っている。
- 数字の「6」に昔から縁がある。誕生日、出席番号、サッカーの背番号が「6」。Da-iCEとして、初のベストアルバム（Da-iCE BEST) も自身の誕生日「６月６日」に発売。パ・公式戦 千葉ロッテマリーンズvs福岡ソフトバンクホークスでは背番号「66」で始球式を務める。
- 昔から超独特な絵を描くことで有名。その独特で個性溢れる画力から、メンバーやファンからは”画伯”と呼ばれている。
- 2021年のインタビューでは、Da-iCEのメンバーきっての美容男子との事もあり、最近始めた習慣について、お医者さんから「お腹をあっためると体にいい」と聞き白湯を飲んだりしているそう。また同インタビューにて、今まで全然してこなかった料理を最近はじめたとの事も明かしている。
- 特技は計量。

## 作品

### プロデュース商品
- ヘア＆ボディミスト・ハンド&ネイルクリーム「Diario」 - プロデュース（2018年）
- 飲む日焼け止めサプリ「Sol White」 - プロデュース（2019年）
- 「かべちょろ」グッズ ‐ プロデュース（2017年～）
  - 2016年のファンクラブイベント福岡公演時に誕生させた「かべちょろ」。方言で”かべちょろ”と呼ぶ生き物を絵に描くというお題で自身が想像で描いたもの。その独特すぎる絵から、そのままキャラクター化された。
- LINEスタンプ ONE PIECE × 岩岡徹(Da-iCE) ‐　プロデュース（2021年）
- かべちょろ×千葉ロッテマリーンズ公式マスコット「謎の魚」コラボグッズ（2021年）
- フレグランスブランド「GRANDiario」 - プロデュース（2021年）

## 出演

### テレビ
- 「究極の男は誰だ!?最強スポーツ男子頂上決戦VIII」（TBSテレビ）2017年5月11日 - 出演
- 「なら≒デキ」（テレビ朝日）2017年6月14日 - 出演
- 「The Gift」（日本テレビ） 2018年8月6日 - 出演
- 「東大王」（TBSテレビ）2019年2月20日 - 出演
- 「東大王」（TBSテレビ）2019年3月6日 - 出演
- 「東大王」（TBSテレビ）2019年4月3日 - 出演
- 「東大王」（TBSテレビ）2019年4月24日 - 出演
- 「東大王」（TBSテレビ）2019年5月8日 - 出演
- 「Tune」（フジテレビ）2019年6月15日 - 出演
- 「プレミアの巣窟」（フジテレビ）2019年7月22日 - 出演
- 「芸能人が本気で考えた!ドッキリGP」（フジテレビ）2019年8月3日 -  出演
- 「潜在能力テスト」（フジテレビ）2019年11月5日 - 出演
- 「東大王」（TBSテレビ）2020年1月8日 - 出演
- 「東大王」（TBSテレビ）2020年1月15日 - 出演
- 「東大王」（TBSテレビ）2020年1月22日 - 出演
- 「東大王」（TBSテレビ）2020年2月19日 - 出演
- 「これでわかった!世界のいま」（NHK）2020年6月14日 - 出演
- 「東大王」（TBSテレビ）2020年7月29日 - 出演
- 「これでわかった!世界のいま」（NHK）2020年8月2日 - 出演
- 「東大王」（TBSテレビ）2020年10月21日 - 出演
- 「これでわかった!世界のいま」（NHK）2020年12月6日 - 出演
- 「これでわかった!世界のいま」（NHK）2021年3月28日 - 出演
- 「EXITV」（フジテレビ）2021年4月29日、5月6日 - 出演
- 「ヒルナンデス」（日本テレビ）2021年6月25日 - 出演
- 「世界一受けたい授業」（日本テレビ）2022年2月19日-出演
- 「バリはやッ!ZIP!」（FBS福岡放送）2022年10月10日 - 出演
- 「ものまねグランプリ」（日本テレビ）2022年10月25日 - 出演
- 「スイッチ！」（東海テレビ）2024年5月29日 - 出演
- 「ヒルナンデス」（日本テレビ）2024年7月22日 - 出演
- 「秘密のケンミンSHOW極」（読売テレビ）2024年11月7日 - 出演
- 「スマイルスタジアムNST」（NST新潟総合テレビ）2025年2月8日 - 出演

### テレビドラマ
- 極主夫道 第6話（2020年11月15日、日本テレビ） - 岩岡徹 本人役
- 嘘から始まる恋（2021年6月27日、日本テレビ） - 正史 役[5]
- サレタガワのブルー（2021年7月14日 - 9月1日、MBS） - 森和正 役[6]
- 競争の番人 第2話（2022年7月18日、フジテレビ） - 青柳歩夢 役[7]
- 全力で、愛していいかな?（2023年2月4日〈予定〉 - テレビ東京 他） - 城野丈 役[8]

### 映画
- 「昴 -スバル-」（ワーナー・ブラザース映画、2009年3月）
- 「居る場所」（Sky Pictures、2020年5月） - 主演・北原裕也 役

### 配信ドラマ
- 「婚外恋愛に似たもの」- アイドルユニット『スノーホワイツ』メンバー・みらきゅん 役（2018年6月22日配信、dTV）
- 「ブラックシンデレラ」第3話 - 特別出演・レポーター 役（2021年5月6日配信、ABEMA SPECIAL）
- 「私が獣になった夜」 シーズン3 第4話 - バーのマスター・拓海 役（2022年4月7日配信、ABEMA プレミアム）

### 舞台
- 「ちるらん新撰組鎮魂歌」- 沖田総司 役（2017年4月7日 - 4月10日、大阪・森ノ宮ピロティホール / 4月20日 - 4月30日、東京・天王洲 銀河劇場)

### ミュージカル
- 「～avex group The 20th Anniversary～『ココロノカケラ』」 - 2008年

### Web番組
- 音楽×ドラマ 「FHIT MUSIC」（2018年、dTV） - 主演
- オリジナルドラマ「婚外恋愛に似たもの」（2018年、dTV） - 神田みらい 役
- Da-iCE Official YouTube Channel主演ショートムービー（2019年）
  - 第1話「もう一度だけ」
  - 第2話「TOKI」
  - 第3弾「All I Want」
- オリジナルドラマ「ブラックシンデレラ」第3話（2021年、AMEBA） - 特別出演
- 岩岡徹チャンネル（2022年6月22日 - 、OPENREC.tv）
- 徹・SWAYのゴイスーな人が集まるBar（2022年11月17日 - 、OPENREC.tv）

### 書籍
- 1stソロ写真集「both」（2021年12月25日）
- 2nd Solo Photobook「COMFORTABLE」（2023年2月14日発売予定）
- 3rd Solo Photobook「SSirimiri」（2025年2月8日より受注販売受付）

### イベント
- 飲む日傘サプリ『Sol White』販売イベント
  - 2019年6月21日 MEGAドン・キホーテ渋谷本店（東京都）
  - 2019年6月22日 ドン・キホーテ中洲店（福岡県）
  - 2019年7月 5日 ドン・キホーテ パウSBS通り店（静岡県）
  - 2019年7月19日 ドン・キホーテ 名古屋栄店（愛知県）
- セ・公式戦 千葉ロッテマリーンズvs福岡ソフトバンクホークス 始球式（2021年4月25日）
- 学習院大学 第52回桜凛祭（学園祭）トークショー（2021年11月）
- 岡山理科大学 第57回半田山祭（学園祭）トークショー（2021年11月）
- μFM開局30周年特別番組 Hello Bran‘μ world!ランドマークリレー in センテラス天文館（2022年10月1日）
- 竹添不動産50th anniversary presents 岩岡徹（Da-iCE）トークライブ inセンテラス天文館（2022年10月1日）
- 岩岡徹 TALK SHOW 2023（2023年3月12日・18日）
- 西南学院大学 大学祭 前夜祭トークショー（2024年11月7日）
- 岩岡徹 3rd Solo Photobook「SSirimiri」発売記念イベント（2025年3月22日・4月5日・19日）